# Bill Plympton
Bill Plympton (Portland, 30 de abril de 1946) é um desenhista, ilustrador e animador norte-americano.
Plympton interessou-se pelo desenho na infância, graças ao tempo chuvoso de sua cidade natal, que o obrigava a ficar muito tempo dentro de casa. Ao terminar a faculdade, não encontrou o que fazer em animação e trabalhou como ilustrador e cartunista por 15 anos. Suas primeiras ilustrações foram publicadas nos jornais The New York Times e The Village Voice. Logo ganhou popularidade e seus traços apareceram nas revistas Vogue, Rolling Stone, Vanity Fair, Penthouse e National Lampoon.
Seus curtas, breves comentários sobre o estilo de vida americano, ganharam grande destaque na MTV. Animado com os prêmios que recebeu pelos curtas, decidiu lançar um longa. Para financiar a obra, lançou partes do filme como curtas. "The Wiseman" e "Push Comes to Shove" - que, inclusive, ganhou o prêmio do júri no Festival de Cannes de 1991 - , por exemplo, eram partes de "The Tune" que foram lançadas separadamente. Os filmes são feitos em 2D, à lápis ou em uma combinação de lápis e aquarela. Bill ganhou maior notoriedade por desenhar todos os frames de seus filmes sozinho - segundo ele, para manter os custos baixos e não ficar com as partes mais chatas da animação. Plympton já lançou mais de 26 curtas, 5 longas e alguns livros, incluindo a autobiografia "Bill Plympton, Independently Animated". Foi indicado duas vezes ao Oscar, em 1988 e 2005.

## Filmografia

### Desenhos Animados
- The Tune (1992)
- I Married a Strange Person! (1997)
- Mutant Aliens (2001)
- Hair High (2004)
- Idiots and Angels (2008)
- Cheatin' (2014)
- Revengeance (2017)

### Documentários
- Fuck  (2005)
- Adventures in Plymptoons! de Alexia Anastasio (2011)

### Desenhos animados ao vivo
- J. Lyle (1993)
- Guns on the Clackamas (1995)
- Walt Curtis, the Peckerneck Poet (1997)
- Hitler's Folly (um mockumentary) (2016)

### Curtas Animadas
- Lucas the Ear of Corn (1977; 4:00)
- Boomtown (1985; 6:00)
- Your Face (1987; 3:10)
- Love in the Fast Lane (1987; 3:00)
- Drawing Lesson #2 (1988; 6:00)
- One of Those Days (1988: 7:50)
- How to Kiss (1989; 6:35)
- 25 Ways to Quit Smoking (1989; 5:00)
- Plymptoons (1990; 6:45)
- Tango Schmango (1990)
- Dig My Do (1990; 4:00)
- The Wise Man (1990: 4:30)
- Push Comes to Shove (1991; 6:30)
- Draw (1993; 2:00)
- Faded Roads (1994; 2:30)
- Nosehair (1994; 7:00)
- How to Make Love to a Woman (1995; 5:00)
- Smell the Flowers (1996; 2:00)
- Boney D (1996; 3:00)
- Plympmania (1996; 8:00)
- Sex & Violence (1997; 8:00)
- The Exciting Life of a Tree (1998; 7:00)
- More Sex & Violence (1998; 7;00)
- Surprise Cinema (1999; 7:00)
- Life (1999, 6:10) (apresentador, animador)
- Can't Drag Race with Jesus (2000; 2:00)
- Eat (2001; 9:00)
- Parking (2001; 5:22)
- 12 Tiny Christmas Tales (2001)[2]
- Guard Dog (2004; 5:00)
- The Fan and The Flower (2005; 7:10)
- Guide Dog (2006; 5:45) (sequela de Guard Dog)
- Shuteye Hotel (2007; 7:00)
- Gary Guitar (2007) (episódio de Random! Cartoons)
- Hot Dog (2008) (terceiro na série Guard Dog)
- Santa: The Fascist Years (2009)
- Horn Dog (2009) (quarto na série Guard Dog)
- The Cow Who Wanted to Be a Hamburger (2010)[carece de fontes?]
- Summer Bummer (2011; 1:49)[carece de fontes?]
- Waiting For Her Sailor (2011; 0:30)[carece de fontes?]
- Tiffany the Whale: Death on the Runway (2012; 8:56)[carece de fontes?]
- The Simpsons couch gags (s23e18 and s24e15)"" (2012)[carece de fontes?]
- Drunker Than a Skunk (2013; 3:30)[carece de fontes?]
- "ABCs of Death 2" (segment-H is for Head Games)
- Footprints (2014; 4:01)[carece de fontes?]
- The Loneliest Stoplight (2015; 6:18)[carece de fontes?]

### Compilações (DVD)
- Avoid Eye Contact Vol. 1
- Avoid Eye Contact Vol. 2
- Plymptoons: The Complete Early Works of Bill Plympton (1992)
- Bill Plympton's Dirty Shorts (2006)
- Mondo Plympton (2007)
- Bill Plympton's Dog Days (2009)
- Bill Plympton's Dogs & Cows (2013)

### Vídeos musicais
- Peter Himmelman – "245 Days" (1990)
- Kanye West – "Heard 'Em Say" (2005)
- "Weird Al" Yankovic – "Don't Download This Song" (2006)
- Parson Brown, "Mexican Standoff" (2008)
- "Weird Al" Yankovic – "TMZ" (2011)
- Cousin Joe Twoshacks (Joe Cartoon) - "Deep End" (2014)

### Anúncios
[carece de fontes?]
- MTV public service announcement "Acid Rain" (1989)
- Trivial Pursuit (3) (1990–91)
- Nutrasweet (1991)
- Soloflex "Transformation" (1992)
- Oregon Lottery "Blackjack" (1992)
- NBC "Peacock Bumper" (1993)
- Taco Bell "Fuddy Duddy" (1993)
- Nik Naks (UK) (1993)
- Microsoft Windows '95 (1995)
- AirTouch Cellular (1996)
- AT&T "Longshot" (1996)
- AT&T Wireless "Map-O-Rama" (1997)
- 7-11/PBS "Head" & "Explore" (1998)
- The Money Store "End of the World" & "Rollercoaster" (1998)
- Geico Direct (6) (1999)
- Wilson Tennis (3) (2002)
- United Airlines "Signature" (2005)